# Synepidosis voluptaria
Synepidosis voluptaria är en tvåvingeart som beskrevs av Boris Mamaev och Zaitzev 1998. Synepidosis voluptaria ingår i släktet Synepidosis och familjen gallmyggor. Inga underarter finns listade i Catalogue of Life.